# Pokrovske, Oceac
Pokrovske (în ucraineană Покровське) este un sat în comuna Pokrovka din raionul Oceac, regiunea Mîkolaiiv, Ucraina.

## Demografie
Componența lingvistică a localității Pokrovske
     Ucraineană (63,84%)
     Rusă (34,46%)
Conform recensământului din 2001, majoritatea populației localității Pokrovske era vorbitoare de ucraineană (63,84%), existând în minoritate și vorbitori de rusă (34,46%) și găgăuză (1,69%).